# Gordola
Gordola is een gemeente en plaats in het Zwitserse kanton Ticino, en maakt deel uit van het district Locarno.
Gordola telt 4203 inwoners.